# Geoffrey W. Hoffmann
Geoffrey W. Hoffmann (nacido el 20 de octubre de 1944) es un biólogo teórico australiano - canadiense. Hoffmann fue miembro de la facultad del Departamento de Física de la Universidad de Columbia Británica y fundador de Network Immunology Inc. en Vancouver, Canadá. Es conocido por la teoría de redes inmunes simétricas.

## Educación e investigación inicial
Hoffmann estudió física en la Universidad de Melbourne y luego obtuvo un doctorado en la Technische Universität Braunschweig como estudiante de Manfred Eigen para una investigación realizada en el Instituto Max Planck de Química Biofísica en Göttingen.
Su trabajo inicial en biología teórica abordó la paradoja de Leslie Orgel en las teorías del origen de la vida. Hoffmann demostró que una maquinaria de traducción descuidada temprana puede ser estable contra la catástrofe de error prevista por Orgel y proporcionó análisis de la ocurrencia esperada de las actividades catalíticas requeridas y la exclusión de las actividades catalíticas disruptivas. Estos cálculos apoyan la opinión de que el origen de la replicación y el metabolismo juntos es plausible.

## Teoría de la red inmunológica
Posteriormente, Hoffmann se unió al Instituto de Inmunología de Basilea, donde Niels Jerne había propuesto que el sistema inmunológico es una red, que consta de anticuerpos y linfocitos que reconocen no solo las cosas que son extrañas al cuerpo, sino también entre sí. La teoría de las redes inmunes se convirtió, y sigue siendo, el foco principal de investigación de Hoffmann. Desarrolló la teoría de la red inmune simétrica basada en la hipótesis de Jerne. Esta teoría implica interacciones simétricas estimulantes, inhibitorias y asesinas, y es un marco para comprender, utilizando un pequeño número de postulados, una serie de fenómenos inmunológicos que no se explican fácilmente de otra manera.

### Aplicación a la patogenia del VIH
Dado que la teoría de la red inmunitaria simétrica ofrece un modelo novedoso de la patogénesis del VIH, Hoffmann y su laboratorio de la Universidad de Columbia Británica contribuyeron con una investigación básica relevante para la búsqueda de una vacuna contra el VIH. Los logros incluyeron el descubrimiento conjunto de la "segunda simetría", un estudio conjunto de anticuerpos producidos en una respuesta inmune normal que se unen tanto a invasores extraños como a anticuerpos con la misma especificidad, y el descubrimiento, con otros, de que los ratones inmunizaban con los linfocitos producen anticuerpos anti-VIH.

## Redes neuronales
Hoffmann notó muchas similitudes entre el sistema inmunológico y el cerebro, entre ellas:
- Ambos sistemas tienen memoria y son capaces de responder adecuadamente a una amplia gama de estímulos
- ambas redes constan de números comparables de células, y
- ambos sistemas tienen un profundo sentido de sí mismos.

La analogía resultó en el descubrimiento de una red neuronal en la que las neuronas exhiben histéresis y por lo tanto pueden aprender sin modificación sináptica. También descubrió, con Davenport, una forma de agregar neuronas ocultas a las redes neuronales de Hopfield y así extender su capacidad de memoria asociativa.

## Teoría de la guerra en redes
Hoffmann propuso que las guerras son habilitadas por procesos selectivos que influyen en cómo los individuos avanzan dentro de las sociedades. Sostiene que tales procesos ocurren en todas las sociedades, democráticas o no, y pueden contrarrestarse mediante un mayor contacto entre ciudadanos individuales a través de las divisiones nacionales o culturales.

## Otras lecturas
- Teoría de la red inmunitaria, por Geoffrey W. Hoffmann, 2008.

- Datos: Q5534948